# ساعات دلاوری
ساعات دلاوری (انگلیسی: The Gallant Hours) فیلمی در ژانر زندگینامه‌ای به کارگردانی رابرت مونتگومری است که در سال ۱۹۶۰ منتشر شد.

## بازیگران
- جیمز کاگنی
- دنیس ویور
- وان تیلور
- ریچارد جاکل
- لس تریمین
- کارل سونسون
- رابرت مونتگومری
- فرانک لاتیمور